# Batuan Tengah
Batuan Tengah (literalmente Rocas del Medio, en inglés: Middle Rocks, en chino: 中岩礁) son dos pequeñas rocas deshabitadas separadas por 250 metros de aguas abiertas ubicadas en la apertura del este del estrecho de Singapur en el extremo occidental del mar Meridional de China. Reclamadas anteriormente por Malasia y Singapur, la Corte Internacional de Justicia dictaminó en 2008 que las rocas pertenecían a Malasia por 15 votos a uno.
Las islas están a aproximadamente 8,0 millas náuticas (14,8 km; 9,2 millas) al sureste del estado malasio de Johor y tan sólo a 0,6 millas náuticas (1,1 km; 0,69 millas) al sur de Pedra Branca, además se elevan entre 0,6 metros (2,0 pies) a 1,0 metros (3,3 pies) sobre el nivel del mar.
Junto con Pedra Branca y otra formación rocosa cercana, conocida como South Ledge, Middle Rocks fue objeto de una disputa territorial entre Malasia y Singapur. En el caso de Middle Rocks y South Ledge, la disputa surgió cuando Singapur reclamó ambos islotes en 1993. El asunto fue resuelto por la Corte Internacional de Justicia en 2008, que dictaminó que Middle Rocks pertenecía a Malasia y Pedra Branca a Singapur. La situación de South Ledge sigue sin resolverse.
Tras la decisión, Singapur y Malasia afirmaron que mantendrían conversaciones para establecer la frontera marítima en torno a la zona. Ambos países crearon el Comité Técnico Conjunto Malasia-Singapur (MSJTC) para aplicar la sentencia del tribunal. Según Malasia, el MSJTC llegó a un punto muerto en noviembre de 2013. Malasia aclaró que una de las razones clave es que "las partes no han podido ponerse de acuerdo sobre el significado de la sentencia de 2008 en lo que respecta a South Ledge y las aguas que rodean Pedra Branca".
Malasia envió un equipo de su Departamento de Cartografía y Topografía que construyó un mástil, cinco hitos y un monumento entre el 4 y el 12 de junio de 2008. La bandera malaya fue izada y el equipo cantó el himno nacional de Malasia, Negaraku, durante una ceremonia que fue cubierta por la prensa los días 13 y 14 de junio de 2008.
El 5 de agosto de 2017, Jane's Defence Weekly informó de que Malasia había establecido una nueva instalación marítima, la Base Marítima Abu Bakar, en Middle Rocks, que consiste en dos grupos de rocas situadas a 1 kilómetro al sur de Pedra Branca (que se adjudicó a Singapur tras el fallo de la CIJ de 2008) que Malasia está impugnando actualmente.
La base, construida sobre la abertura oriental del estrecho de Singapur, consta de un embarcadero de 316 metros, un helipuerto y un faro. Según el Sultán de Johor, la instalación, que es un proyecto auspiciado por el Consejo de Seguridad Nacional, "está destinada a salvaguardar el territorio y las aguas soberanas de Malasia, y a realizar investigaciones científicas marinas". La base también pretende reafirmar "la soberanía absoluta de Malasia sobre las Rocas Medias".
El 11 de agosto, Malasia desplegó una nave de ataque rápido con capacidad para misiles, la Perdana, en su nueva base marítima de Middle Rocks. El almirante Ahmad Kamarulzaman Ahmad Badaruddin, jefe de la Marina Real de Malasia, confirmó el despliegue al publicar fotografías de la llegada de la Perdana a la base. Las fotos publicadas por el jefe de la Armada mostraban a dos guardias armados en una cubierta de observación, así como un sistema de comunicaciones equipado con equipos de vigilancia, como señaló Jane's Defence Weekly. A finales de mayo de 2018, Malasia anunció su plan de convertir Middle Rocks en una isla más grande de forma artificial.
Al anunciar los planes de Malasia en la semana del 2 de junio de 2018, el Dr. Mahathir dijo: "Ya hemos construido características allí en Middle Rocks. Nuestra intención es ampliarlo para poder formar una pequeña isla para nosotros". Y añadió: "Eso es algo en lo que estamos pensando". Cuando se le presionó para que aclarara los planes de Malasia, dijo: "Aún no hemos tomado una decisión completa". Cuando se le preguntó por los planes de Malasia de ampliar Middle Rocks, un portavoz del Ministerio de Asuntos Exteriores de Singapur dijo: "La soberanía sobre Middle Rocks pertenece a Malasia. No tenemos ningún comentario sobre las actividades de Malasia en Middle Rocks mientras sean conformes con el derecho internacional."